# Trebbia
A Trebbia folyó Észak-Olaszországban, a Pó mellékfolyója.

## Földrajzi elhelyezkedése
A Ligur-Appenninekben, Antola hegyén ered és Piacenzától mintegy 4 kilométernyire torkollik a Póba. Liguria és Emilia-Romagna régiókon folyik keresztül.

## Települések a folyó mentén
Mielőtt Piacenza térségében a Póba ömlik, keresztezi az útjában Ottone, Marsaglia, Bobbio, Perino, Travo és Rivergaro településeket. Bobbio térségében a folyó völgyben páratlan természeti kincsek, vegetáció alakult ki, a Trebbia völgyet sok turista keresi fel évente.

## Történelmi jelentősége
I. e. 218-ban Hannibal a Trebbia partjain verte meg Publius Scipio seregét. 1799. június 17-20. között pedig, a második koalíciós háborúban a Macdonald vezérelte franciák Szuvorov orosz-osztrák hadai ellen küzdöttek és meghátrálásra kényszerültek.

## Képek

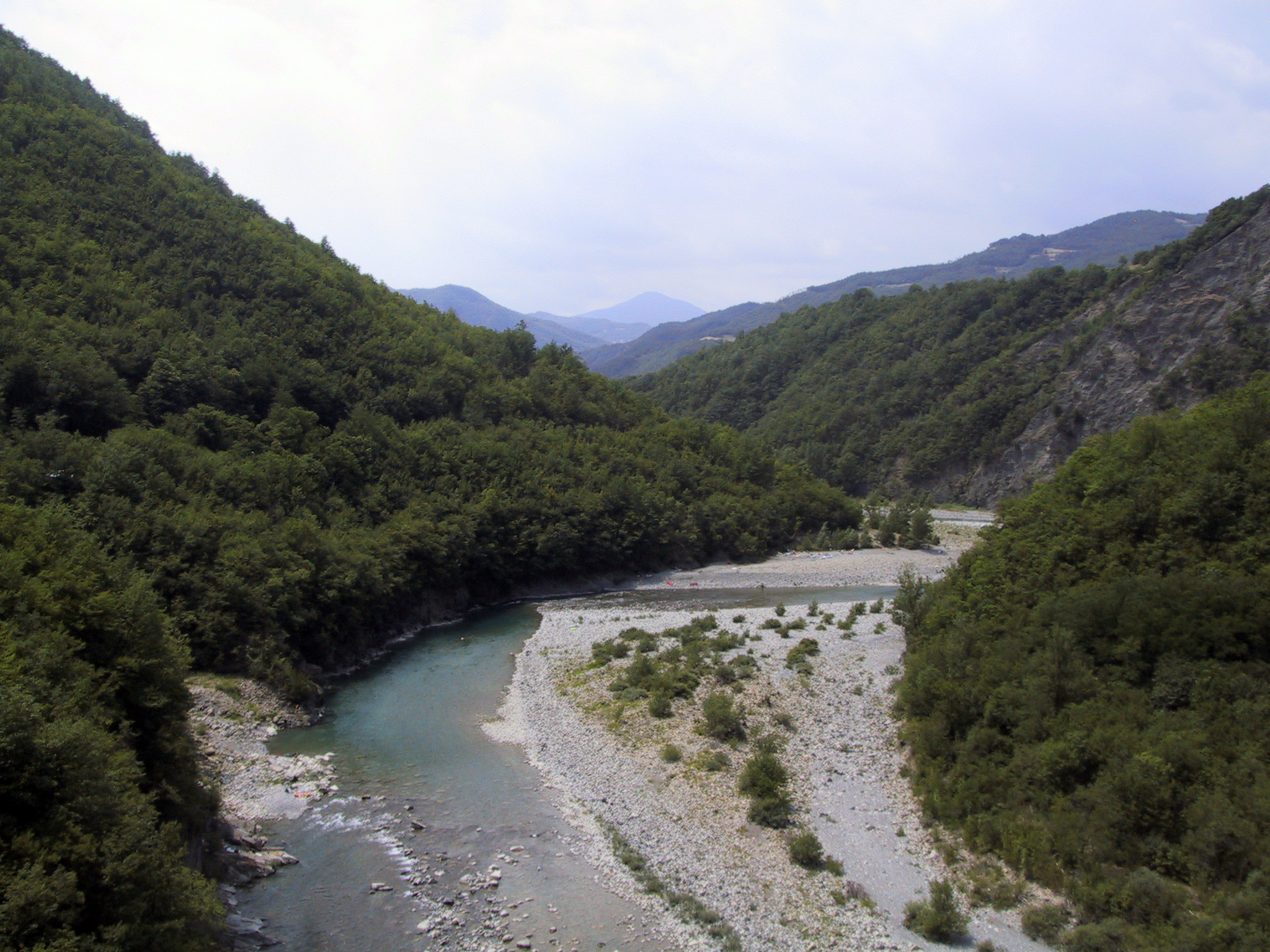
Valle Trebbia